# Пергам (міфологія)
Перга́м (грец. Pergamos) — син Неоптолема й Андромахи; після смерті батька Пергам разом з Андромахою переселився до Малої Азії, де заснував місто й назвав його своїм ім'ям (варіант: перейменував на Пергам місійське місто Тевтраній, убивши в двобої володаря Арея).